# ديلان وكول سبراوس
ديلان وكول ميتشل سبراوس (بالإنجليزية: Delan and Cole Mitchell Sprouse) هما ممثلان أمريكيان ولدا في 4 أغسطس 1992.

## الأعمال
- غريس أندر فاير
- فريندز
- عرض السبعينات ذاك
- ذا سويت لايف أوف زاك أند كودي
- مدرسة الامبراطور الجديدة
- ذاتس سو رايفن
- وفقا لجيم
- ويزردز أوف ويفرلي بليس
- هانا مونتانا
- friends
- ريفرديل (كول سبراوس)